# Bruna (moneda)
En la serie de las primeras monedas catalanas que han circulado en tiempo de los condes de Barcelona y reyes de Aragón por Vallseca, Marquilles, Ducange, Campillo, Capmany se cuenta la moneda nombrada bruna. 
Se considera la bruna como si fuese una clase de moneda diferente de la moneda de uneto, bosonaya, cuaterno, duplo, terno, etc. y a la verdad si se reflexiona que el ser bruna la moneda depende de su color, es evidente que puede aplicarse esta cualidad accidental a toda clase de monedas. Puede sospecharse que se originó su nombre del francés o bien del idioma castellano. Es constante que la palabra francesa brune significa el color que tira a negro y los castellanos al color negro también le llaman bruno o bruna la cosa negra. Bruna es el nombre propio de esta moneda y de aquí es que la moneda cargada de mucha liga se llamó moneda negra según Nicolás Oresme de mut. monet. cap. 3 que circuló en el principado. Según dice Andrés Bosch en titols de honor de Cataluña lib. 4 cap. 27 pag. 490: como en Castilla la que labró D. Alfonso X.
Aunque en el cronicón Barcinonense citado por Marca pag. 755 se escribe que en el año 1200 circulaba en Barcelona la moneda bruna que duró hasta el año 1209. 
Anno Domini MCC. currebat Harchinonae monet a quae dicebatur bruna, et duravit usque in anuo MCCIX
No fue peculiar esta moneda solo de Barcelona sino también de las demás ciudades que labraban moneda con mucha liga. La moneda de Manresa y la de cuaterno también se nombró moneda bruna. De la primera consta de una escritura de venta de 17 de enero de 1111 con la cual Pedro Mercurio y su mujer vendieron al prior de Montserrat un manso en el término de Guardiola por precio de doce sueldos moneda de Manresa nombrada bruna. De la segunda, lo asegura Marquilles: moneta quaternalis bruna ut quídam referunt... in usat. solid. aur. fol. 360.